# Hans Erler (Admiral)
Hans Erler, auch Johannes Erler (* 14. Oktober 1874; † 28. September 1958) war ein deutscher Konteradmiral der Kriegsmarine.

## Leben
Hans Erler trat am 16. April 1894 als Kadett in die Kaiserliche Marine ein und kam auf die Stein. Als Leutnant zur See diente er 1901 auf der Hela, welche in Ostasien eingesetzt wurde. Als Kapitänleutnant war er von Oktober 1908 bis September 1909 mit der Wahrnehmung der Geschäfte des Kommandanten des Panzerkreuzers Prinz Heinrich beauftragt. Bis März 1915 war er später als Admiralstabsoffizier beim V. Geschwader und kam dann in der gleichen Position bis September 1915 zur 1. Marine-Division. Anschließend war er bis Kriegsende, am 18. Januar 1918 zum Fregattenkapitän befördert, dort später als Chef der Fabrikenabteilung, im Reichsmarineamt. Am 31. Oktober 1919 wurde er aus der Marine verabschiedet, erhielt dann aber am 11. Dezember 1920 den Charakter als Kapitän zur See.
Später wurde er für die Kriegsmarine reaktiviert. Vom 21. August 1940 bis 31. März 1943 war er in das Marinepersonalamt im OKM kommandiert und zeitweise stellvertretender Prisenrichter am Prisenhof Berlin. Im gleichen Jahr wurde er als Konteradmiral vom Amt am Prisenhof Berlin entbunden.
Von April 1935 bis zum Verbot der Vereinigung durch die Alliierten im Mai 1945 war er Vorsitzender der Marine-Offizier-Vereinigung.
Sein Sohn war der spätere Rechtshistoriker Adalbert Erler.